# Cheetah (zespół rockowy)
Cheetah – australijski zespół rockowy aktywny w latach 1977–1982. Głównymi członkiniami i wokalistkami były siostry Chrissie i Lyndsay Hammond. Były one również sesyjnymi wokalistkami wielu australijskich artystów, takich jak Jo Jo Zep, Jon English, Marc Hunter, Flash and the Pan oraz jako duet wokalny koncertowały ze Steviem Wrightem, Normanem Gunstonem i Darylem Braithwaitem.
Zespół znany jest głównie z ich singli "Walking In The Rain", "Deeper Than Love" i "Spend The Night".
Cheetah koncertowali w Australii, Wielkiej Brytanii i Europie. W roku 1982 na Reading Festival wystąpili z zespołem Iron Maiden przed 120-tysięczną publicznością.
Chrissie Hammond stała się bardziej znana poza granicami Australii podczas śpiewania z Rickiem Wakemanem.
W roku 2006 grupa została reaktywowana przed koncertami Countdown Spectacular i kolejnymi tournée po Europie.

## Albumy

### Rock and Roll Women(1981)
| 1.  | "Bang Bang"           |  |
|     |                       |  |
| 2.  | "Suffering Love"      |  |
|     |                       |  |
| 3.  | "Spend The Night"     |  |
|     |                       |  |
| 4.  | "Rock 'n' Roll Women" |  |
|     |                       |  |
| 5.  | "Scars Of Love"       |  |
|     |                       |  |
| 6.  | "My Man"              |  |
|     |                       |  |
| 7.  | "N.I.T.E."            |  |
|     |                       |  |
| 8.  | "Come And Get It"     |  |
|     |                       |  |
| 9.  | "Let The Love Begin"  |  |
|     |                       |  |
| 10. | "I'm Yours"           |  |
|     |                       |  |

## Single
- "Shake It To The Right" – 1977
- "Love Ain't Easy To Come By" – 1977
- "Walking In The Rain" – 1978
- "Deeper Than Love" – 1979
- "Spend The Night" – 1980
- "Love You To The Limit" – 1981
- "Bang Bang" – 1981
- "My Man" – 1982

## Muzycy
- Lyndsay Hammond – śpiew
- Chrissie Hammond – śpiew
- Ian Miller – gitara
- Ronnie Peel – gitara rytmiczna
- Les Karski – gitara basowa
- Mike Peters – instrumenty klawiszowe
- Ray Arnott – perkusja